# The Walking Dead: World Beyond
The Walking Dead: World Beyond es una miniserie de televisión dramática estadounidense de terror postapocalíptico creada por Scott M. Gimple y Matthew Negrete, que se estrenó por el canal AMC el 4 de octubre de 2020. Es una serie derivada de The Walking Dead, que se basa en la serie de cómics homónima creada por Robert Kirkman, Tony Moore y Charlie Adlard. Es la tercera serie de televisión dentro de la franquicia de The Walking Dead y el segundo spin-off de The Walking Dead, después de Fear the Walking Dead. La serie se anunció en julio de 2018 y recibió un pedido de diez episodios en abril de 2019, además se anunció que Matthew Negrete, quien previamente escribió algunos episodios de The Walking Dead, sería el guionista principal (showrunner).
En enero de 2020, AMC anunció que la serie solo consistirá en dos temporadas de 10 episodios cada una antes de concluir, mientras que en marzo la propia cadena anunció que el estreno no sería en abril como estaba planeado debido a la pandemia de coronavirus y que se retrasaría hasta el 4 de octubre. La producción de la segunda y última temporada comenzó en 2020.

## Sinopsis
La serie, ambientada en Nebraska diez años después del inicio del apocalipsis zombi, presenta a dos jóvenes protagonistas femeninas y se centra en "la primera generación de jóvenes en alcanzar la mayoría de edad en medio del apocalipsis sin que tengan conocimiento de cómo era el mundo antes de la aparición de los caminantes. Algunos se convertirán en héroes. Algunos se convertirán en villanos. Al final, todos ellos cambiarán para siempre. Adultos y cimentados en sus identidades, tanto buenas como malas".

## Elenco y personajes
| Aliyah Royale      | Iris Bennett            | Principal  | Principal | Principal | Principal | Principal | Principal | Principal | Principal | Principal | Principal | Principal | Principal | Principal | Principal | Principal | Principal | Principal | Principal | Principal | Principal | Principal | Principal | Principal | Principal | Principal | Principal | Principal | Principal | Principal | Principal | Principal | Principal | Principal | Principal | Principal | Principal | Principal | Principal | Principal | Principal | Principal | Principal | Principal | Principal | Principal | Principal | Principal | Principal | Principal | Principal | Principal | Principal | Principal | Principal | Principal |
| Alexa Mansour      | Hope Bennett            | Principal  | Principal | Principal | Principal | Principal | Principal | Principal | Principal | Principal | Principal | Principal | Principal | Principal | Principal | Principal | Principal | Principal | Principal | Principal | Principal | Principal | Principal | Principal | Principal | Principal | Principal | Principal | Principal | Principal | Principal | Principal | Principal | Principal | Principal | Principal | Principal | Principal | Principal | Principal | Principal | Principal | Principal | Principal | Principal | Principal | Principal | Principal | Principal | Principal | Principal | Principal | Principal | Principal | Principal | Principal |
| Hal Cumpston       | Silas Plaskett          | Principal  | Principal | Principal | Principal | Principal | Principal | Principal | Principal | Principal | Principal | Principal | Principal | Principal | Principal | Principal | Principal | Principal | Principal | Principal | Principal | Principal | Principal | Principal | Principal | Principal | Principal | Principal | Principal | Principal | Principal | Principal | Principal | Principal | Principal | Principal | Principal | Principal | Principal | Principal | Principal | Principal | Principal | Principal | Principal | Principal | Principal | Principal | Principal | Principal | Principal | Principal | Principal | Principal | Principal | Principal |
| Nicolas Cantu      | Elton Ortiz             | Principal  | Principal | Principal | Principal | Principal | Principal | Principal | Principal | Principal | Principal | Principal | Principal | Principal | Principal | Principal | Principal | Principal | Principal | Principal | Principal | Principal | Principal | Principal | Principal | Principal | Principal | Principal | Principal | Principal | Principal | Principal | Principal | Principal | Principal | Principal | Principal | Principal | Principal | Principal | Principal | Principal | Principal | Principal | Principal | Principal | Principal | Principal | Principal | Principal | Principal | Principal | Principal | Principal | Principal | Principal |
| Nico Tortorella    | Felix Carlucci          | Principal  | Principal | Principal | Principal | Principal | Principal | Principal | Principal | Principal | Principal | Principal | Principal | Principal | Principal | Principal | Principal | Principal | Principal | Principal | Principal | Principal | Principal | Principal | Principal | Principal | Principal | Principal | Principal | Principal | Principal | Principal | Principal | Principal | Principal | Principal | Principal | Principal | Principal | Principal | Principal | Principal | Principal | Principal | Principal | Principal | Principal | Principal | Principal | Principal | Principal | Principal | Principal | Principal | Principal | Principal |
| Annet Mahendru     | Jennifer "Huck" Mallick | Principal  | Principal | Principal | Principal | Principal | Principal | Principal | Principal | Principal | Principal | Principal | Principal | Principal | Principal | Principal | Principal | Principal | Principal | Principal | Principal | Principal | Principal | Principal | Principal | Principal | Principal | Principal | Principal | Principal | Principal | Principal | Principal | Principal | Principal | Principal | Principal | Principal | Principal | Principal | Principal | Principal | Principal | Principal | Principal | Principal | Principal | Principal | Principal | Principal | Principal | Principal | Principal | Principal | Principal | Principal |
| Julia Ormond       | Elizabeth Kublek        | Principal  | Principal | Principal | Principal | Principal | Principal | Principal | Principal | Principal | Principal | Principal | Principal | Principal | Principal | Principal | Principal | Principal | Principal | Principal | Principal | Principal | Principal | Principal | Principal | Principal | Principal | Principal | Principal | Principal | Principal | Principal | Principal | Principal | Principal | Principal | Principal | Principal | Principal | Principal | Principal | Principal | Principal | Principal | Principal | Principal | Principal | Principal | Principal | Principal | Principal | Principal | Principal | Principal | Principal | Principal |
| Joe Holt           | Leo Bennett             | Recurrente | Principal |           |           |           |           |           |           |           |           |           |           |           |           |           |           |           |           |           |           |           |           |           |           |           |           |           |           |           |           |           |           |           |           |           |           |           |           |           |           |           |           |           |           |           |           |           |           |           |           |           |           |           |           |           |
| Natalie Gold       | Lyla Belshaw            | Recurrente | Principal |           |           |           |           |           |           |           |           |           |           |           |           |           |           |           |           |           |           |           |           |           |           |           |           |           |           |           |           |           |           |           |           |           |           |           |           |           |           |           |           |           |           |           |           |           |           |           |           |           |           |           |           |           |
| Jelani Alladin     | Will Campbell           | Invitado   | Principal |           |           |           |           |           |           |           |           |           |           |           |           |           |           |           |           |           |           |           |           |           |           |           |           |           |           |           |           |           |           |           |           |           |           |           |           |           |           |           |           |           |           |           |           |           |           |           |           |           |           |           |           |           |
| Ted Sutherland     | Percy                   | Recurrente | Principal |           |           |           |           |           |           |           |           |           |           |           |           |           |           |           |           |           |           |           |           |           |           |           |           |           |           |           |           |           |           |           |           |           |           |           |           |           |           |           |           |           |           |           |           |           |           |           |           |           |           |           |           |           |
| Pollyanna McIntosh | Jadis Stokes            |            | Principal |           |           |           |           |           |           |           |           |           |           |           |           |           |           |           |           |           |           |           |           |           |           |           |           |           |           |           |           |           |           |           |           |           |           |           |           |           |           |           |           |           |           |           |           |           |           |           |           |           |           |           |           |           |

### Recurrentes
- Christina Marie Karis como Kari Bennett (temporada 1)
- Anna Khaja como Indira (temporada 2)
- Maximilian Osinski como Dennis (temporada 2)
- Robert Palmer Watkins como Frank Newton (temporada 2, invitado temporada 1)
- Madelyn Kientz como Asha (temporada 2)
- Gissette Valentin como Diane Pierce (temporada 2)

### Invitados
- Christina Brucato como Amelia Ortiz (temporada 1)
- Al Calderon como Barca (temporada 1)
- Scott Adsit como Tony Delmado  (temporada 1)
- Noah Emmerich como Edwin Jenner (temporada 2)

## Episodios
| Temporada | Temporada | Episodios | Episodios | Emisión original     | Emisión original        |
| Temporada | Temporada | Episodios | Episodios | Primera emisión      | Última emisión          |
| --------- | --------- | --------- | --------- | -------------------- | ----------------------- |
|           | 1         | 10        | 10        | 4 de octubre de 2020 | 29 de noviembre de 2020 |
|           | 2         | 10        | 10        | 3 de octubre de 2021 | 5 de diciembre de 2021  |

### Temporada 1 (2020)
| N.º en serie | N.º en temp. | Título                         | Dirigido por     | Escrito por                                       | Fecha de emisión original | Audiencia (millones) |
| ------------ | ------------ | ------------------------------ | ---------------- | ------------------------------------------------- | ------------------------- | -------------------- |
| 1            | 1            | «Brave»                        | Magnus Martens   | Scott M. Gimple & Matthew Negrete                 | 4 de octubre de 2020      | 1.60                 |
| 2            | 2            | «The Blaze of Glory»           | Magnus Martens   | Ben Sokolowski                                    | 11 de octubre de 2020     | 1.04                 |
| 3            | 3            | «The Tyger and the Lamb»       | Sharat Raju      | The Farahanis                                     | 18 de octubre de 2020     | 1.04                 |
| 4            | 4            | «The Wrong End of a Telescope» | Rachel Leiterman | Sinead Daly                                       | 25 de octubre de 2020     | 1.02                 |
| 5            | 5            | «Madman Across the Water»      | Dan Liu          | Rohit Kumar                                       | 1 de noviembre de 2020    | 0.74                 |
| 6            | 6            | «Shadow Puppets»               | Michael Cudlitz  | Maya Goldsmith                                    | 8 de noviembre de 2020    | 0.73                 |
| 7            | 7            | «Truth or Dare»                | Michael Cudlitz  | Eddie Guzelian                                    | 15 de noviembre de 2020   | 0.78                 |
| 8            | 8            | «The Sky Is a Graveyard»       | Loren Yaconelli  | Elizabeth Padden                                  | 22 de noviembre de 2020   | 0.63                 |
| 9            | 9            | «The Deepest Cut»              | Sydney Freeland  | Maya Goldsmith & Ben Sokolowski                   | 29 de noviembre de 2020   | 0.62                 |
| 10           | 10           | «In This Life»                 | Magnus Martens   | Matthew Negrete & Maya Goldsmith & Ben Sokolowski | 29 de noviembre de 2020   | 0.62                 |

### Temporada 2 (2021)
| N.º en serie | N.º en temp. | Título                         | Dirigido por      | Escrito por                                     | Fecha de emisión original | Audiencia (millones) |
| ------------ | ------------ | ------------------------------ | ----------------- | ----------------------------------------------- | ------------------------- | -------------------- |
| 11           | 1            | «Konsekans»                    | Loren Yaconelli   | Matthew Negrete                                 | 3 de octubre de 2021      | 0.75                 |
| 12           | 2            | «Foothold»                     | Loren Yaconelli   | Carson Moore                                    | 10 de octubre de 2021     | 0.81                 |
| 13           | 3            | «Exit Wounds»                  | Aisha Tyler       | Rayna McClendon                                 | 17 de octubre de 2021     | 0.67                 |
| 14           | 4            | «Family Is a Four Letter Word» | Aisha Tyler       | Maya Goldsmith                                  | 24 de octubre de 2021     | 0.68                 |
| 15           | 5            | «Quatervois»                   | Heather Cappiello | Ben Sokolowski                                  | 31 de octubre de 2021     | 0.51                 |
| 16           | 6            | «Who Are You?»                 | Heather Cappiello | Rohit Kumar                                     | 7 de noviembre de 2021    | 0.43                 |
| 17           | 7            | «Blood and Lies»               | Lily Mariye       | Sinead Daly                                     | 14 de noviembre de 2021   | 0.49                 |
| 18           | 8            | «Returning Point»              | Lily Mariye       | Eddie Guzelian                                  | 21 de noviembre de 2021   | 0.52                 |
| 19           | 9            | «Death and the Dead»           | Loren Yaconelli   | Erin Martin & Sam Reynolds                      | 28 de noviembre de 2021   | 0.53                 |
| 20           | 10           | «The Last Light»               | Loren Yaconelli   | Matthew Negrete & Maya Goldsmith & Carson Moore | 5 de diciembre de 2021    | 0.42                 |

## Producción

### Desarrollo
En julio de 2018, durante la Comic Con de San Diego, el productor ejecutivo Scott Gimple anunció que se estaba preparando un nuevo spin-off de The Walking Dead. En abril de 2019, AMC dio luz verde al proyecto y ordenó una temporada de diez episodios para la serie. En julio, la serie recibió el título provisional de Monument. El 24 de noviembre de 2019, Gimple reveló que el título de la serie sería World Beyond. En enero de 2020, junto con el anuncio de la fecha de estreno de la serie, AMC confirmó que la serie solo consistiría en dos temporadas.

### Casting
En julio de 2019, Alexa Mansour, Nicolas Cantu y Hal Cumpston fueron elegidos como papeles principales no revelados. El mismo mes, Aliyah Royale y Annet Mahendru se unieron al elenco y al mes siguiente, Nico Tortorella. Julia Ormond fue anunciada como miembro del elenco en noviembre de 2019, interpretando el papel de Elizabeth, la "líder carismática de una fuerza grande, sofisticada y formidable".
En agosto de 2019, Joe Holt fue elegido para un papel recurrente. En noviembre, Natalie Gold, Al Calderon, Scott Adsit y Ted Sutherland fueron elegidos como Lyla, Barca, Tony y Percy.

### Filmación
La filmación de la serie comenzó a fines de julio de 2019 en Richmond, Virginia, y se esperaba que durara hasta noviembre de 2019. Jordan Vogt-Roberts dirigió al piloto. La serie "buscaba filmar un accidente aéreo al estilo de Lost", aunque no será en una playa hawaiana ya que la filmación tendrá lugar en Hopewell, Virginia, durante las primeras dos semanas de agosto.

## Lanzamiento

### Emisión
La serie iba a estrenarse originalmente el 12 de abril de 2020 por el canal AMC en los Estados Unidos, después del final de la décima temporada de The Walking Dead. Sin embargo, en marzo de 2020, AMC anunció que el estreno se retrasaría hasta "más adelante este año". En América Latina se emitirá por el canal AMC (Latinoamérica), mientras que en el Reino Unido se lanzará a través de Amazon Prime Video.

### Comercialización
El primer tráiler fue lanzado en la New York Comic Con el 5 de octubre de 2019. Un segundo tráiler fue lanzado el 25 de noviembre.

## Recepción
The Walking Dead: World Beyond ha recibido críticas mixtas de los críticos. En Rotten Tomatoes, la primera temporada tiene una puntuación de 38% con una calificación promedio de 4.52/10 basada en 16 críticas. El consenso crítico del sitio dice: "Las sólidas actuaciones de World Beyond y la nueva perspectiva dentro del universo de The Walking Dead no son suficientes para destacar en una franquicia cada vez más concurrida". En Metacritic, la primera temporada tiene una puntuación de 48 sobre 100 basada en 9 críticas, indicando "críticas mixtas o promedio".
Daniel D'Addario de Variety le dio una crítica generalmente positiva, escribiendo: "Esta no es una serie perfecta... Pero, sin embargo, hay una voluntad de reinventar y de sondear genuinamente un rincón del universo que previamente estaba intacto, que hace que esta serie se sienta seria en su intención y, para los fanáticos de la serie precursora, valga la pena echarle un vistazo". En una reseña más negativa, Candice Frederick de TV Guide, la calificó con dos estrellas de cinco y escribió: "World Beyond no ofrece a la audiencia ideas nuevas ni personajes fascinantes a los que apoyar".